# Senza bandiera
Senza bandiera è un film del genere spionistico del 1951, diretto da Lionello De Felice. È ispirato all'evento realmente accaduto del cosiddetto Colpo di Zurigo, del febbraio 1917.

## Trama
Durante la prima guerra mondiale la Marina Italiana subisce perdite gravi a causa di vari sabotaggi. Il controspionaggio incarica delle indagini un comandante di marina e tre suoi subordinati; in breve tempo scopre una pericolosa rete di spie provenienti dalla Svizzera, e il loro capo è il console austriaco di Zurigo, coadiuvato da due complici, un uomo e una donna, che si spacciano per un barone e un'infermiera. Un tenente riesce a corteggiare la donna e a farsi assumere come cameriere nella casa del barone; scopre così che i preziosi documenti sono nascosti in una cassaforte. Durante una momentanea assenza del console gli agenti e uno scassinatore ingaggiato per l'occasione riescono ad aprire la cassaforte, impadronirsi dei documenti e sgominare la rete spionistica. Il console si toglierà la vita.

## Commento
Il film d'esordio di De Felice dietro la macchina da presa venne girato negli studi di Cinecittà. Iscritto al Pubblico registro cinematografico con il n. 980, venne presentato alla Commissione di Revisione Cinematografica il 21 settembre 1951, ottenne il visto di censura n. 10.616 del 2 ottobre 1951, con la lunghezza della pellicola di 3.098 metri. Ebbe la prima proiezione pubblica nell'ottobre 1951. L'incasso fu di 141.500.000 lire.

## Altri tecnici
- Arredatore: Franco Lolli
- Aiuto regista: Marcello Baldi
- Organizzatori della produzione: Luigi Freddi, Roberto Bolla
- Direttore di produzione: Jacopo Comin
- Ispettore di produzione: Carmine Bologna
- Operatore: G. Raffaldo
- Fonico: Bruno Brunacci